# Accordo per la Tecnologia dell'informazione

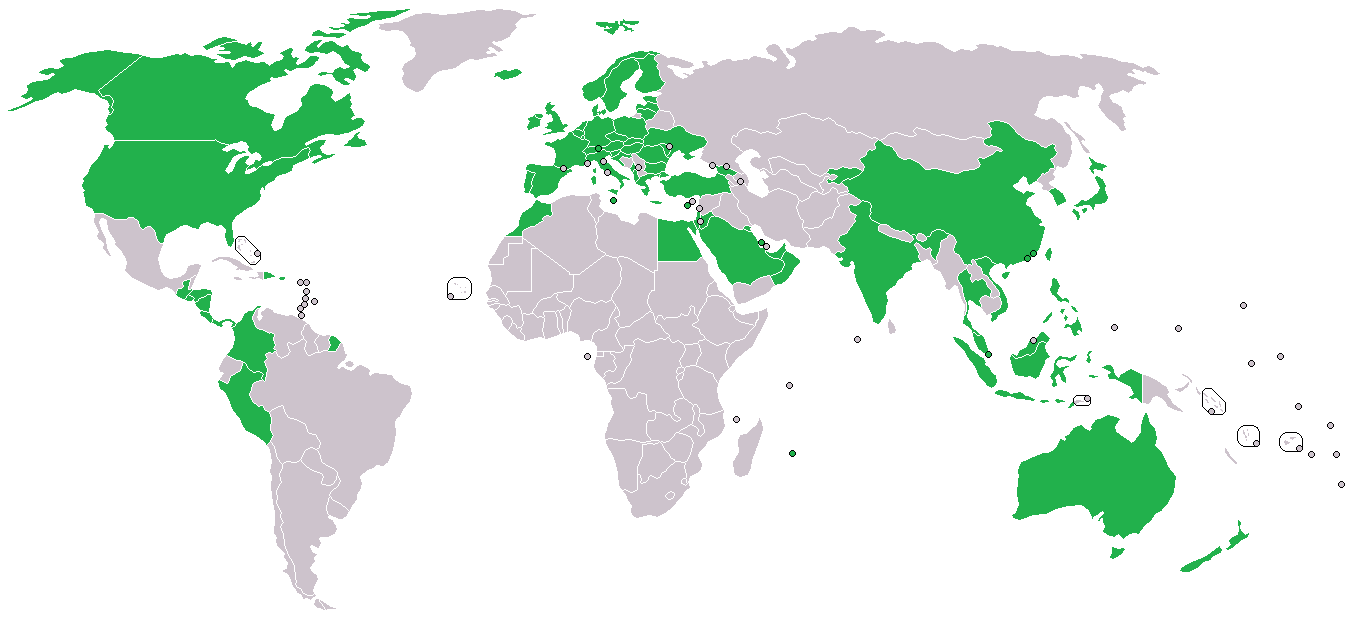
Paesi della convenzione sull'informatica

L'Accordo per la Tecnologia dell'informazione (in inglese Information Technology Agreement, in acronimo ITA) è un accordo plurilaterale applicato dall'Organizzazione mondiale del commercio (OMC) e concluso nella Dichiarazione ministeriale sugli scambi di prodotti di tecnologia dell'informazione nel 1996 ed è entrato in vigore il 1º luglio 1997. Dal 1997 un comitato formale sotto l'OMC veglia sul seguito della Dichiarazione e delle sue implementazioni. L'accordo è stato ampliato nel 2015.
Lo scopo del trattato è di azzerare tutte le tasse e le tariffe sui prodotti informatici dai firmatari.
Secondo uno studio del 2017 sulla World Trade Review, l'espansione ITA 2015 è "il tentativo più riuscito di liberalizzazione del commercio sotto gli auspici dell'OMC sin dalla sua istituzione nel 1995". Lo studio attribuisce il successo dei negoziati a quattro fattori: "un ambito più ristretto senza un unico approccio imprenditoriale, un gruppo negoziale che conteneva molti ma non tutti i membri dell'OMC, un focus sulle tariffe piuttosto che sulle barriere non tariffarie, ed evitando un'opposizione nazionalistica ".